# جوباس
جوباس قرية سورية تتبع ناحية سراقب في منطقة مركز إدلب في محافظة إدلب. بلغ عدد سكانها 2,340 نسمة في عام 2004 حسب إحصاء المكتب المركزي للإحصاء. تقع على بعد أربعة كيلومترات جنوب غرب مدينة سراقب.